# José Juan Rodríguez Fernández
José Juan Rodríguez Fernández ( Cádiz, 22 de noviembre de 1860 -  Ibidem, 10 de diciembre de 1927), Doctor en Ciencias Exactas por la Universidad Central de Madrid, fue profesor en la Escuela de Artes y Oficios de Cádiz y dedicó gran parte de su actividad a la composición musical y la crítica teatral desde periódicos como La Palma o el Diario de Cádiz.

## Biografía
Nace en Cádiz el jueves 22 de noviembre de 1860, hijo de Eusebio Pedro Rodríguez Ramírez y Ana M.ª Fernández Repeto, y hermano de Mª de la Concepción y Eusebio Rodríguez Fernández.
Realiza sus estudios de primera enseñanza, probablemente en el Colegio de la Infancia, propiedad de su padre. Con diez años comienza sus estudios secundarios y obtiene el título de Bachiller en el Instituto de Segunda Enseñanza de Cádiz (Actual I.E.S. Columela) el 14 de septiembre de 1875.
Desde muy joven manifiesta una clara inclinación hacia la literatura y publica numerosas charadas (acertijos literarios) en la prensa local y madrileña. 
El año 1875 comienza estudios de Ciencias Exactas en Cádiz, Facultad de Ciencias Universidad Literaria de Sevilla, sita en la plaza Fragela, junto al actual Teatro Falla, y los continúa en la Universidad Central de Madrid a partir del curso 1877-78, licenciándose en junio de 1880.
En 1879, con 19 años, muere su padre y él y su hermano Eusebio se encargan de dirigir el “Colegio de la Infancia” de Cádiz, fundado por su padre.
Realiza el doctorado en Ciencias Físico-matemáticas en la misma Universidad Central de Madrid. En el curso 1880-81 cursa las dos asignaturas del doctorado, Astronomía Física y de Observación y Física Matemática. En 1884 acaba su doctorado, presentando el tema “Del día considerado como unidad de tiempo”,  el 19 de marzo de 1884. El 3 de abril de ese mismo año, leyó el discurso de doctorado, que trató sobre la teoría cinética del calor y otros asuntos relacionados.
Una vez acabados sus estudios en Madrid, se incorpora a la vida de Cádiz. Fue socio de número del Casino Gaditano, al menos desde el 3 de octubre de 1884 y socio de mérito de la sección lírica de la Sociedad Lírico-Dramática de San Fernando desde el 12 de agosto de 1884. Al menos desde 1884 es profesor del Instituto de Música de la Real Academia Filarmónica de Santa Cecilia de Cádiz (que en 1886 estaba ubicado en la calle Arbolí nº 5), ligado al Ateneo de Cádiz y, posteriormente con su separación en 1892, de la Escuela Provincial de Música "Conservatorio de Música Odero" de Cádiz, siendo Secretario desde el curso 1884-85 hasta el 1899-1900. En 1884 impartía clases de Estética e Historia del Arte y tenía como compañero, entre otros, a Romualdo Álvarez Espino, que impartía clases de Nociones de Historia Universal y 1º y 2º curso de Historia de la Música.
En 1885 dirigía la compañía aficionada Teatro Pepe, en la que actuaban entre otros, su hermana y María de la Concepción Shaw y Rodríguez de Carassa, prima del dramaturgo gaditano Carlos Fernández Shaw. El 14 de abril de 1888 la compañía Teatro Pepe realiza en el Teatro Principal de Cádiz una Velada Dramático-Musical a beneficio del Asilo de huérfanos El Patrocinio (Fundado por la escritora Patrocinio de Biedma y La Moneda en diciembre de 1885) y organizada por la Sociedad Protectora de los Niños, perteneciente a la junta del Asilo (Presidente: Cayetano del Toro, Vicepresidente: Aurelio Antonio Arana, Secretario: José Rodríguez y Rodríguez, esposo de Patrocinio de Biedma). Se representaron las obras Un sol que nace y un sol que muere de José Echegaray, Más vale maña que fuerza de Joaquín Estébanez y Servir para algo de José Echegaray.
Al menos desde 1887 trabajó como profesor del Instituto Provincial de Cádiz (Instituto General y Técnico), actual Instituto Columela.
Fue miembro del Ateneo de Cádiz, ejerciendo en 1888 como Tesorero (en la Asamblea de la sociedad de 1888 se eligió nueva junta directiva, eligiéndose para cargos los siguientes: Presidente: Alfonso Moreno Espinosa, Vicepresidentes: Rafael de la Vresca y Adolfo del Castillo, Tesorero: José Rodríguez Fernández, Contador: José Macalio, Secretario General: Luis López Saconne, Vicesecretarios: Manuel Aranda y Manuel Grosso, Bibliotecarios: Cayetano del Toro y Adolfo García Cabezas).
En 1888 publica crítica teatral en el periódico La Dinastía de Cádiz. En ese mismo año publica periódicamente en prensa la sección “Teatro Bretón. Breves apuntes de sus obras dramáticas y poéticas”, donde realiza un exhaustivo comentario crítico sobre la obra de Manuel Bretón de los Herreros.
En 1890 publica en Cádiz El Comodín del Diablo. Apropósito Cómico en un Acto.
Al menos desde 1891 escribió crítica teatral en el diario La Palma de Cádiz, en la sección “Desde la butaca”.
Desde el 5 de abril de 1892 crea y dirige la Revista Teatral, Literaria, Científica, de Bellas Artes y Espectáculos, en Cádiz (1892-1902), de tirada decenal. El 10 de marzo de 1902 la Revista Teatral se fusiona con el semanario Tinta China, periódico festivo (1900-1902), que incorpora la sección “Sin política. Suplemento a la Revista Teatral” dirigido por el propio José J. Rodríguez Fernández.  Ese mismo año dejaría de publicarse.
Colaboró como crítico teatral en el Diario de Cádiz, sección “Actualidades” durante más de 30 años, al menos desde 1894 y hasta su muerte en 1927. Esa sección recibía también contribuciones de su hermano Eusebio y de Juan Martín Barbadillo, que firmaba como “Franklin” en dicha sección.
En enero de 1895 asistió a una audición fonográfica, en el Salón de Manuel Quirell (c/Rosario nº17)  a la que también asistieron José Falla y su hijo de 18 años Manuel de Falla y Matheu, con el que mantuvo una estrecha amistad y correspondencia.
El 24 de abril de 1897 se hizo de él una semblanza en la sección “La gente que vale” del periódico La Nueva Era. Órgano del Partido Liberal de Cádiz. En esas fechas ya había colaborado en publicaciones como El Manifiesto de Cádiz, El Cádiz Alegre, El Cocinero, La Palma y otros.
En noviembre de 1897 ingresa en el Partido Liberal y en diciembre se presenta a las elecciones municipales por el Partido Fusionista, siendo elegido como concejal del Ayto. de Cádiz..
Compuso numerosas obras para piano , al menos desde 1896. Entre 1899 y 1901 fue colaborador de la revista Album Salón para la sección de música junto a prestigiosos autores como Isaac Albéniz, Ruperto Chapí o Enrique Granados.
En 1899 puso letra a Tus Ensueños. Serenata Española de Eduardo Holtzer de Anduaga, dedicada a la Srta. Margarita Kropf, hija de Ernesto Kropf, Cónsul de Alemania en Cádiz y presidente de la junta directiva de la Academia Filarmónica Santa Cecilia en 1875).
Al menos desde el curso 1901-02 fue Secretario del Instituto General y Técnico de Cádiz, con plaza de Catedrático.
El 5 de diciembre de 1901 estrenó en el Teatro Principal de Cádiz su zarzuela La piedra rodada, con libreto de José L. López Barril. El 4 de febrero de 1902 se estrenó en el Teatro Cómico de Cádiz y en la temporada 1905-06 se volvió a representar en el mismo teatro.
En 1902 escribe, junto a otros 9 periodistas amigos (entre ellos Manuel Fernández Mayo, Juan de Martín Barbadillo y Fernando Ortega y García de Arboleda) la obra teatral La Pierna Negra o El Escandalazo Padre.
En 1903 recibe el título de Profesor Numerario de Artes e Industrias y marcha a trabajar a Almería, a la Escuela de Artes e Industrias de esa localidad como profesor de Aritmética. El 30 de septiembre de 1903 la Junta de Profesores le concede una licencia de 15 días por enfermedad, antes de que se hubiera incorporado a la plaza.  Una vez incorporado, asiste por primera vez a la Junta de Profesores el 16 de octubre de 1903. Ese mismo curso académico se produce la incorporación de la mujer a la escuela y la visita del rey Alfonso XIII el 27 de abril de 1904. Nada más incorporarse a la sociedad almeriense comienza a colaborar con los diarios locales, como La Crónica Meridional y realiza críticas de arte, como la que hizo sobre la visita de la Compañía de Ópera del Maestro Tolosa a la ciudad en 1903.
Por Real Orden de 7 de julio de 1904 es trasladado a la Escuela Superior de Artes Industriales y Bellas Artes de Cádiz, cesando el 15 de Agosto En ese momento su hermano Eusebio era profesor de la misma Escuela y Secretario, En el acto de inicio de curso 1904-05, celebrado el 2 de octubre de 1904 en los salones del Museo Provincial de Pintura, se tocaron entre otras piezas, la tanda de valses Fine-Champagne del propio José J. Rodríguez Fernández.
El 22 de noviembre de 1904 se celebró una velada de la Academia Santa Cecilia de Cádiz en la que tocaron, entre otros muchos, el niño Antonio José Cubiles (Capricho Tarantela) y José Juan Rodríguez Fernández (valses Fine Champagne).
La noche del 21 de julio de 1905, en el Teatro Cómico de Cádiz se interpretó, bajo la dirección de José Juan Rodríguez Fernández, su obra Vals-Serenata, premiado con medalla de oro en los juegos florales de Chiclana, con letra y música suyas y cantado por la primera tiple Juana B. Benítez.
El 6 de mayo de 1908 estrenó en el Teatro Cómico de Cádiz la zarzuela El canto de la alondra, de cuya música fue autor, y que fue adaptada para orquesta por el compositor Antonio San Nicolás Expósito, con libreto de Manuel Soba y Pedro Riaño de la Iglesia.
Fue Secretario de la Escuela de Artes y Oficios, al menos en el periodo 1909-11.
En 1912 consta como socio de la Sociedad Matemática Española, fundada un año antes.
El 22 de marzo de 1912 apareció su nombre entre los que despidieron en la estación de tren al ilustre gaditano Segismundo Moret, varias veces ministro, que había visitado la ciudad durante las fiestas.
En mayo de 1914 fue propuesto para ser vocal de la Junta Consultiva e Inspectora de Teatros, siendo nombrado el día 17 de julio de ese año.
En marzo de 1915 se constituyó en Cádiz la Mutualidad Escolar “Segismundo Moret”, siendo elegido como Tesorero y su hermano Eusebio vocal.
El 15 de diciembre de 1919 se casa con Mª del Carmen Botella Domínguez, 30 años menor que él, en la Parroquia de San Antonio de Cádiz. Del matrimonio nacieron Josefina (25-V-1921) y Rafael (21-XII-1926).
Muere a los 67 años en Cádiz de bronquitis el sábado 10 de diciembre de 1927, cuando sus hijos Rafael y Josefina tenían tan solo uno y seis años, respectivamente.
El 31 de diciembre de 1927 el compositor musical Manuel de Falla escribe una carta de pésame a Eusebio Rodríguez Fernández desde Granada por la muerte de su hermano José Juan, refiriéndose a él como “el pobre y querido don José”.

## Composiciones para piano
- 1896: Pasodoble “Moñas y Banderillas”.
- 1897: Valses “Five O’clock Tea”. Premiado en los Juegos Florales del Casino de Cádiz celebrados el 29 de diciembre de ese año.
- 1898: “En avant le Carnaval” Quadrille para piano, dedicada a su “distinguido amigo” Ángel J. Gómez y Rodríguez Arias, próximo a los propietarios del Diario de Cádiz Federico Joly Velasco, cónsul de Uruguay en 1918 y sobrino del ministro de la marina Rafael Rodríguez Arias.[28]
- 1900: Phine (polka-schnell Op. 6), publicada en un adjunto de la Revista Album Salón,[29] con ilustración modernista de Gaspar Camps. Dedicada a la bellísima Miss Josephine Haynes y Yeunger, hija de Benjamín Jorge Haynes Jenkinson, vicecónsul de EE.UU. en Cádiz en 1879 y hasta, al menos 1883 y cuya familia estaba dedicada a la construcción de barcos vapores en Cádiz desde 1838.[30]
- 1900? Tout à toi (tanda de valses), se tocó en velada poético-musical celebrada en el Casino de Artesanos de Chiclana el sábado 20-I-1900 por su autor, junto a otras composiciones como Five o’clock tea y Cano-Fuentes.[31]
- 1900. Cano-Fuentes (pasacalles), Dedicado al industrial y constructor gaditano José Cano Fuentes, se tocó “por primera vez” en el parque Genovés el domingo 21-I-1900.[31]
- 1901: Conffeti y Serpentinas, dedicada a la bella y distinguida Srta. María de la Vega y Piñero, publicada en un adjunto a la revista Álbum Salón 1-I-1901.[32]
- 1901. Vals “Siempre cantar”, con letra del onubense José Agea y Falgueras (escritor gaditano, fundador y primer director del Diario de Huelva). Compuesta para la estudiantina de medicina de Cádiz.[33]
- 1904. Valses “Fine Champagne”, dedicado al Marqués del Real Tesoro.[34][35][22]
- 1905. Vals-Serenata, Para orquesta y canto. Premiado con medalla de oro en los Juegos Florales de Chiclana.

Otras obras sin datar: 
- Tango Popular. Arreglado para Canto y Piano. (dedicado a Carmen Muchada(s) y Cárdenas).
- María del Carmen (Polka marouska)

## Composiciones para zarzuelas
- 1901 ”La Piedra Rodada", con libreto de José Luis López Barril.
- 1908 "El Canto de la Alondra", con instrumentación de Antonio San Nicolás Expósito y libreto de Manuel Soba y Pedro Riaño de la Iglesia.